# 13P/Olbers
13P/Olbers este o cometă periodică din sistemul solar cu o perioadă orbitală de aproximativ 69,5 ani. A fost descoperită de Heinrich Wilhelm Matthias Olbers (Bremen) pe 6 martie 1815.
Cometa a fost detectată ultima dată în anul 1956. Se va afla la periheliu pe 30 iunie 2024, și va fi cel mai aproape de Pământ pe 10 ianuarie 2094, când va trece la o distanță de 0,756 AU.